# Kym Mayes
Hon. Milton Kym Mayes (* 23. April 1947) ist ein australischer Politiker der Labor Party, der zwischen 1982 und 1993 Mitglied des South Australian House of Assembly sowie mehrmals Minister war.

## Leben
Milton Kym Mayes wurde für die Labor Party bei der Wahl am 6. November 1982 im Wahlkreis Unley als Nachfolger seines Parteifreundes Gil Langley erstmals zum Mitglied der South Australian House of Assembly gewählt, des Unterhauses des Parlaments von South Australia. Er vertrat diesen Wahlkreis bis zu seinem Verzicht auf eine erneute Kandidatur bei der Wahl am 11. Dezember 1993, woraufhin Mark Brindal von der Liberal Party diesen Wahlkreis gewann. Zu Beginn seiner Parlamentszugehörigkeit war er zwischen dem 3. Februar 1983 und dem 18. Dezember 1985 Mitglied des Ständigen Parlamentsausschusses für öffentliche Arbeiten (Former Member – Parliamentary Standing Committee on Public Works).
Am 18. Dezember 1985 wurde Mayes in die Regierung von Premier John Bannon berufen und bekleidete in dieser bis zum 4. September 1992 den Posten als Minister für Freizeit und Sport (Minister of Recreation and Sport) und war zugleich zwischen dem 18. Dezember 1985 und dem 20. April 1989 Landwirtschaftsminister (Minister of Agriculture) und Fischereiminister (Minister of Fisheries). Im Rahmen einer Umbildung der Regierung Bannon fungierte er zudem zwischen dem 20. April und dem 14. Dezember 1989 als Jugendminister (Minister of Youth Affairs) und als Minister für Beschäftigung und Weiterbildung (Minister of Employment and Further Education). Nach einer neuerlichen Umbildung der Regierung Bannon war er im Anschluss vom 14. Dezember 1989 bis zum 4. September 1992 außerdem Minister für öffentliche Arbeiten (Minister of Public Works) und zeitgleich Minister für Wohnungsbau und Bauwesen (Minister of Housing and Construction).
In der darauf folgenden Regierung von Premier Lynn Arnold war Kym Mayes zunächst vom 4. September bis zum 1. Oktober 1992 weiterhin Minister für Freizeit und Sport, Minister für öffentliche Arbeiten sowie Minister für Wohnungsbau und Bauwesen. Nach einer Umbildung der Regierung Arnold bekleidete er daraufhin zwischen dem 1. Oktober 1992 und dem 14. Dezember 1993 die Ämter als Minister für Rettungsdienste (Minister of Emergency Services) sowie als Minister für Angelegenheiten der Aborigines (Minister of Aboriginal Affairs) und darüber hinaus vom 1. Oktober 1992 bis zum 3. September 1993 als Minister für Umwelt und Landverwaltung (Minister of Environment and Land Management), ehe er zuletzt vom 3. September bis zum 14. Dezember 1993 noch Minister für Umwelt und natürliche Ressourcen (Minister for the Environment and Natural Resources) war. Am 26. Mai 1994 wurde ihm der Höflichkeitstitel The Honourable verliehen.

## Hintergrundliteratur
- Parliament of South Australia: Statistical Record of the Legislature 1836–2007 (Memento vom 11. März 2019 im Internet Archive)

## Weblink
- Hon Kym Mayes. In: Parlament von South Australia. Abgerufen am 21. April 2024 (englisch).